# Критенко Афанасій Прокопович
Афанасій Прокопович Критенко (11 травня 1922, с. Гапонівка, Лохвицький район, Полтавська область — 21 березня 1993, м. Київ) — український мовознавець, філолог-славіст.

## Біографія
Народився 11 травня 1922 року в селі Гапонівка Лохвицького району Полтавської області в козацькій родині, яка була «розкуркулена» в період колективізації. Родина ледве пережила голодомор — все було відібрано. Батьків з малими дітьми викинуто на лютий мороз. Село, в якому проживала родина, спрадавна було козацьким, тобто вільним — відносилося до другої Сенчанської сотні, жителі його ніколи не були кріпаками.
Навчався у Харківському університеті, згодом перевівся у Львівський на факультет слов'янської філології.
Кандидат філологічних наук. Його кандидатську дисертацію рецензував Толстой Микита Ілліч (правнук Льва Толстого, онук другого сина письменника — Іллі Миколайовича Толстого)
Працював науковим співробітником в Інституті мовознавства АН УРСР у відділі загального та слов'янського мовознавства.

## Наукова діяльність
Автор досліджень у галузях етимології, порівняльно-історичного мовознавства, ономастики, лексикології тощо. Шевченкознавець, дослідник трипільської культури.

## Наукові праці
Автор праць з етимології української та інших слов'янських мов. Зокрема:
- Тематичні групи слів і омонімія // Слов'янське мовознавство. — К., 1962. — Вип. 4. — С. 198-211.
- Абсолютна і відносна омонімія та її подача в Українсько-російському словнику // Лексикографічний бюлетень. — 1963. — Вип. 9. — С. 13-30.
- Вступ до порівняльно-історичного вивчення слов'янських мов (К., 1966; співавтор).
- До теорії власних назв // Ономастика. — К., 1966. — С. 16-28.
- Паронімія в українській мові// Мовознавство. — 1968. — № 3. — С.50-62; 48-58.[1]
- Звукові варіанти слова[2]
- «Ой три шляхи широкії…»[3]
- Семантична структура назв кольорів в українській мові // Славістичний збірник. — Київ. — 1969.
- Грецькі елементи в українській мові / А. П. Критенко //. Укр. мова та л-ра в школі. — 1970. — № 12. — С. 71-74.
- Етимологічний словник української мови: У 7 т. / [Р. В. Болдирєв, В. Т. Коломієць, А. П. Критенко та ін.; редкол. О. С. Мельничук (головний редактор) та ін.]. — [АН УРСР, Ін-т мовознавства ім. О. О. Потебні]. — К. : Наукова думка, 1989. — Т. 3: Кора — М. — С. 25. — 632 с.
- Етимологічний словник української мови: У 7 тт. / [Р. В. Болдирєв, В. Т. Коломієць, А. П. Критенко та ін.; редкол. О. С. Мельничук (головний редактор) та ін.]. — [АН УРСР, Ін-т мовознавства ім. О. О. Потебні]. — К.: Наукова думка, 2006. — Т. 5: Р—Т. — 704 с. 26.